# 仙居南站
仙居南站位于浙江省台州市仙居县南峰街道城南村，是金台铁路上的车站。车站预计将由金温铁道公司管辖，为办理客货运业务的中间站。此外车站在营业后还将开行台州市郊铁路列车，方便仙居-临海-台州中心城区-头门新区沿线城镇组团之间互相交流的中短途居民出行。
车站所在的金台铁路仙居段于2016年开工，由中铁二局集团负责施工；车站站房工程则于2019年11月开工，由中铁北京工程局集团五公司负责施工，2020年6月结顶。

## 车站结构

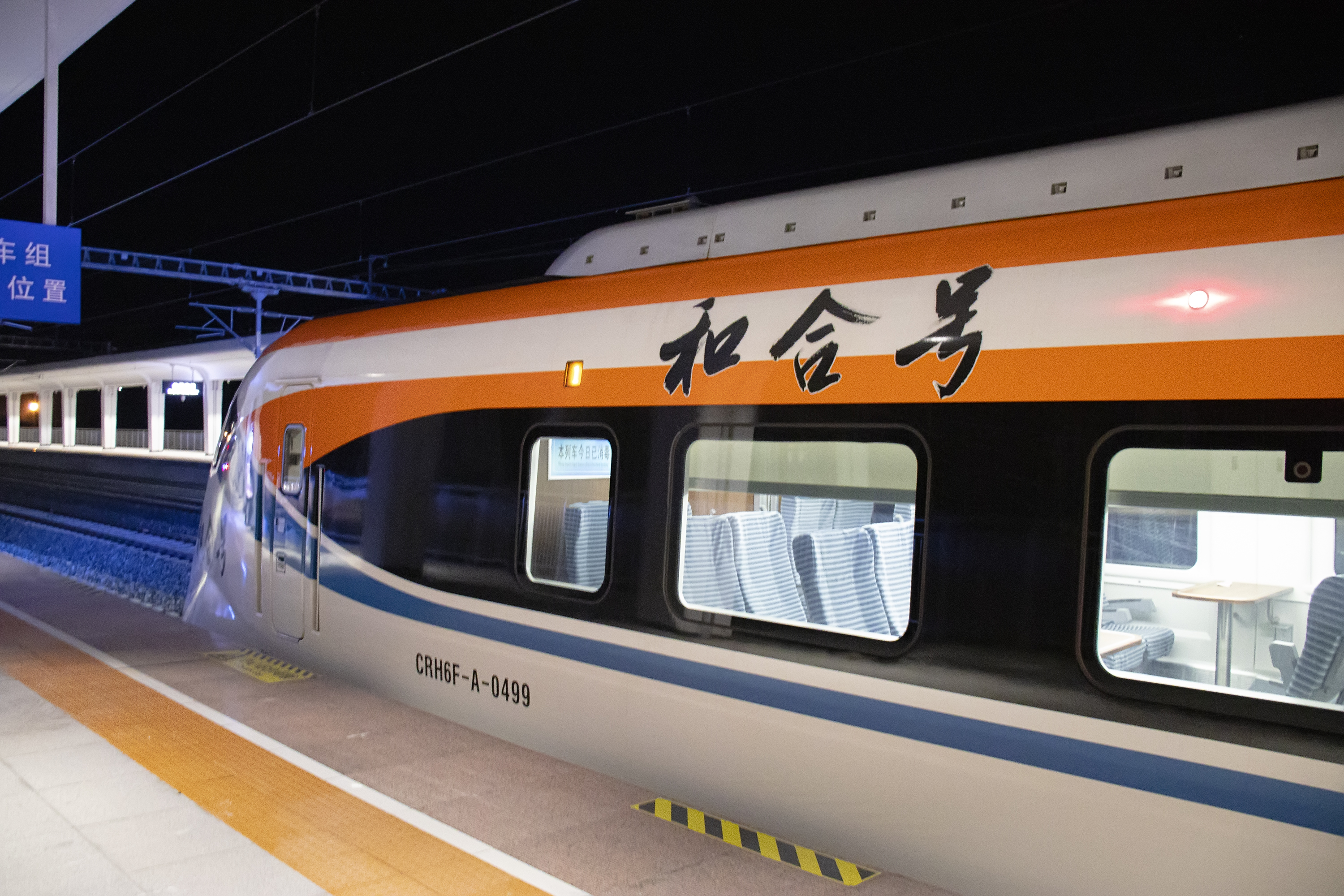
停靠于2站台的台州市郊铁路CRH6F-A列车

仙居南站为线侧下式旅客站房，面积2999.01平方米。站房设计以“神仙居”为主题，通过使用白色和仿木材料呈现。站房共有两层，首层层高为5.7米，二层层高4.2米，候车室最高聚集人数600人。
仙居南站站场规模二台四线，站台与站房间通过一条宽8米的进出站地道连接。